# Kashiwa Angel Cross
Maillots
Kashiwa Angel Cross est un club japonais de volley-ball fondé en 2001  et basé à Kashiwa, évoluant pour la saison 2017-2018 en V・Challenge 2 Ligue.

## Résultats en Ligue
| Ligue          | Ligue        | Position | Équipes | Matchs | Gagné | Perdu |
| -------------- | ------------ | -------- | ------- | ------ | ----- | ----- |
| V1. Ligue      | 5e (2002–03) | 8e       | 8       | 14     | 2     | 12    |
| V1. Ligue      | 6e (2003–04) | 5e       | 7       | 12     | 5     | 7     |
| V1. Ligue      | 7e (2004–05) | 7e       | 8       | 14     | 2     | 12    |
| V1. Ligue      | 8e (2005–06) | 7e       | 8       | 14     | 2     | 12    |
| V・Challenge   | 2006-07      | 7e       | 8       | 14     | 2     | 12    |
| V・Challenge   | 2007-08      | 7e       | 8       | 14     | 2     | 12    |
| V・Challenge   | 2008-09      | 8e       | 10      | 18     | 4     | 14    |
| V・Challenge   | 2009-10      | 8e       | 12      | 16     | 8     | 8     |
| V・Challenge   | 2010-11      | 8e       | 12      | 18     | 6     | 12    |
| V・Challenge   | 2011-12      | 8e       | 12      | 22     | 6     | 16    |
| V・Challenge   | 2012-13      | 8e       | 10      | 18     | 6     | 12    |
| V・Challenge   | 2013-14      | 7e       | 10      | 18     | 7     | 11    |
| V・Challenge   | 2014-15      | 8e       | 10      | 18     | 7     | 11    |
| V・Challenge 1 | 2015-16      | 8e       | 8       | 21     | 3     | 18    |
| V・Challenge 1 | 2016-17      | 8e       | 8       | 21     | 2     | 19    |

## Effectifs

### Saison 2013-2014
Entraîneur : Isao Iida  Japon